# Sébastien Enjolras
Sébastien Enjolras, né le 4 avril 1976 à Seclin (Nord) et mort le 3 mai 1997 à Arnage lors d'un accident aux pré-qualifications des 24 Heures du Mans, est un pilote automobile français.
Son père, Michel Enjolras, et son oncle Marcel Enjolras, après avoir été mécaniciens Peugeot en rallye pendant le règne de la 205 Turbo 16, sont devenus des préparateurs de voiture reconnus. Son frère, Pascal Enjolras, est a été pilote en rallye du championnat de France.

## Biographie
Sébastien Enjolras commence la compétition en 1989 par le karting et deviendra la même année vice-champion de France en catégorie Minime. En 1992, il est vice-champion de France en catégorie National 1 et participe l'année suivante au championnat du monde (catégorie Formule A). En décembre 1993, il participe au premier Elf Master Karting de Paris-Bercy, théâtre de la dernière confrontation entre Ayrton Senna et Alain Prost ; il réalise à cette occasion le meilleur tour des pilotes de karting en activité.
Progression logique, il commence sa carrière automobile en 1994 en Formule Renault Campus et termine troisième. Il se lance dans le Championnat de France de Formule Renault l'année suivante et remporte le titre en 1996 avec onze victoires et douze poles sur seize courses.
Grâce à ses performances, Gérard Welter, manager de l'équipe Welter Racing (WR), le sollicite pour participer aux 24 Heures du Mans 1996 qu'il abandonnera avec ses deux coéquipiers William David et Arnaud Trévisiol à la fin de la treizième heure, après 162 tours, sur sortie de piste avant le virage Porsche. Il prendra une petite revanche en septembre en remportant, avec la même équipe WR, les 4 Heures du Mans qui permit de pré-qualifier d'office la voiture pour les 24 Heures du Mans de l'année suivante.
En 1997, il débute en Formule 3 dans le championnat français. Faisant partie de la filière FFSA, Henri Pescarolo lui propose de piloter sa Courage-Porsche aux 24 Heures du Mans 1997 qu'il refuse pour rester fidèle à WR, l'équipe de Gérard Welter. Lors des essais pré-qualificatifs (afin de réaliser des réglages techniques car pré-qualifié d'office) du samedi 3 mai 1997, à 12 h 40, la WR no 2 s'envole du côté d'Arnage, part en vrille et s'écrase sur le rail de sécurité, les roues en l'air, avant de s'enflammer : Sébastien est tué sur le coup.

## Mémoire
En mémoire de Sébastien, une coupe en karting porte son nom et la Fédération française du sport automobile instaura un trophée récompensant le meilleur pilote débutant du championnat de France de Formule 3.
Une stèle est située à l'endroit de l'accident, portant l'épitaphe : le 3 mai 1997  une étoile s'est éteinte. Elle se situe sur la D139 entre les virages d'Arnage et « Porsche ».
Un rond-point à Baillargues, près de Montpellier, qui était sa commune de résidence porte désormais son nom.